# Moorhuhn
Moorhuhn (también conocido como Matapollos) es una franquicia de videojuegos casual alemana para PC y varias consolas. Consta de más de 30 juegos, el primero de ellos fue Matamarcianos, que se convirtió en el juego de PC más popular de principios del año 2000. Desde 2001, se han publicado más videojuegos, bajo los nombres de Crazy Chicken en inglés, comercializado bajo la licencia de Encore (MumboJumbo para DS) en Norteamérica bajo el nombre Chicken Hunter.

## Historia
El juego (ahora distribuido como Die Original Moorhuhn Jagd) fue desarrollado por el estudio holandés Witan Studios y el Departamento de Arte como publicidad para el güisqui Johnnie Walker en 1999. El objetivo del juego era disparar a tantos pollos de dibujos como fuese posible en 90 segundos.
El objetivo principal del juego no era su distribución, pero se permitió jugar en los portátiles en bares hecho disponible de jugar en portátiles en bares por promotores disfrazados de cazadores. En breves fue ilícitamente copiado e hizo disponible su descarga en webs privadas. La irritación inicial del editor conllevó una favorable mención de demanda y medios de comunicación populares. De 1999 en adelante el juego se publicó oficialmente para su descarga desde el Departamento de Arte. 
El éxito del juego generó merchandising, cómics, una serie de televisión de dibujos, varios guiones de película (a pesar de que nunca se rodó) y un solo (Gimme more Huhn del comediante Wigald Boning). También provocó que se añadiese al diccionario alemán Duden el término «Moorhuhn».

## Lista de juegos deMoorhuhn

### PC
- Die Original Moorhuhnjagd (1999)
- Moorhuhn 2 - Die Jagd geht weiter (2000)
- Moorhuhn Winter-Edition (2001, llamado Crazy Chicken Winter-Edition en inglés)
- Moorhuhn 3 - Es gibt Huhn! (2001, llamado Crazy Chicken 3 en inglés, comercializado por Encore en América del Norte como Country Varmint Hunter)
- Moorhuhn Kart (2002, llamado Crazy Chicken Kart en inglés)
- Moorhuhn X (2003, llamado Crazy Chicken X en inglés, comercializado por Encore en América del Norte como Chicken Hunter, registrado como Crazy Chicken en Steam)
- Moorhuhn Kart Extra (2003, versión actualizada de Moorhuhn Kart)
- Moorhuhn Adventure - Der Schatz des Pharao (2003)
- Moorhuhn Kart 2 (2004, llamado Crazy Chicken Kart 2 en inglés, comercializado por Encore en América del Norte como Chicken Hunter: License to Grill, también disponible en WildTangent)
- Krot (2004, derivado de un personaje de Moorhuhn 3)
- Moorfrosch (2004, derivado de un personaje de Moorhuhn 2)
- Moorhuhn Wanted (2004, publicado como Crazy Chicken: Wanted en inglés, comercializado por Encore en América del Norte como Chicken Hunter: Wanted)
- Moorhuhn Pinball Vol. 1 (2004, llamado Crazy Chicken Pinball Vol. 1 en inglés, también disponible en WildTangent como Crazy Chicken Pinball)
- Moorhuhn Adventure - Der Fluch des Goldes (2005)
- Hank (2005, derivado de un personaje de Moorhuhn Winter-Edition)
- Moorhuhn Remake (2005, llamado Crazy Chicken Remake en inglés)
- Moorhuhn Invasión (2005, llamado Crazy Chicken Invasion en inglés, también disponible en Steam y WildTangent)
- Moorhuhn Schatzjäger (2005, llamado Crazy Chicken: The Good, The Egg, and the Ugly en inglés)
- Moorhuhn im Anflug (2005, llamado Crazy Chicken Skybotz en inglés, también disponible en WildTangent)
- Moorhuhn Mah-Jongg (2006, llamado Crazy Chicken Mah-Jongg en inglés)
- Moorhuhn Soccer (2006, llamado Crazy Chicken Soccer en inglés, comercializado porMumboJumbo en América del Norte, también disponible en WildTangent)
- Moorhuhn Piraten (2006, llamado en inglés Crazy Chicken: Pirates, también disponible en WildTangent)
- Moorhuhn Schatzjäger 2 (2006, llamado Crazy Chicken: Heart of Tibet en inglés, también disponible en WildTangent)
- Moorhuhn Kart 3 (2007, llamado Crazy Chicken Kart 3 en inglés)
- Moorhuhn Juwel der Finsternis (2007, llamado Crazy Chicken: Jewel of Darkness en inglés)
- Moorhuhn Schatzjäger 3 (2007, llamado Crazy Chicken: The Winged Pharaoh en inglés, también disponible en WildTangent)
- Moorhuhn Directors Cut (2007, llamado Crazy Chicken: Director's Cut en inglés, también disponible en WildTangent)
- Moorhuhn Kart Thunder (2008, llamado Crazy Chicken Kart: Thunder en inglés)
- Moorhuhn Atlantis (2008, llamado Crazy Chicken: Atlantis en inglés)
- Moorhuhn in Südafrika (2010, versión alternativa de Moorhuhn Soccer, solo salió en Alemania como descarga desde la web gamesload.de)
- Moorhuhn - Das verbotene Schloss (2010, llamado Crazy Chicken Tales en inglés, también disponible en Steam y WildTangent)
- Moorhuhn Tiger & Chicken (2013, también disponible en Steam y WildTangent)
- Moorhuhn schlägt zurück (2016, llamado Crazy Chicken Strikes Back en inglés, registrado por error en Steam con el nombre alemán)

### Móvil
- Moorhuhn Blackjack (2001)
- My Moorhuhn (2002)
- Moorhuhn Battle Arena (2002)
- Moorhuhn Classic (2002)
- Moorhuhn Kart (2002)
- Moorhuhn Playsuit (2002)
- Moorhuhn Kart 2004 (2003)
- Moorhuhn Seasons (2003)
- Moorhuhn X (2004)
- Moorhuhn Camera X (2004)
- Moorhuhn Invasion (2005)
- Moorhuhn Schatzjäger (2006)
- Moorhuhn Spacemission (2006)
- Moorhuhn Deluxe (2006)
- Moorhuhn schlägt zurück (2016, llamado Crazy Chicken STrikes Back en inglés)

### Game Boy Color
- Die Original Moorhuhnjagd (2000)
- Moorhuhn 2 - Die Jagd geht weiter (2001)
- Moorhuhn 3 - Es gibt Huhn! (2002, llamado Moorhen 3: Chicken Chase en inglés)

### PlayStation
- Moorhuhn 2 - Die Jagd geht weiter (2000)
- Moorhuhn 3 - Es gibt Huhn! (2002, llamado Moorhen 3: Chicken Chase en inglés)
- Moorhuhn Kart (2003)
- Moorhuhn X (2005)

### Game Boy Advance
- Moorhuhn 3 - Es gibt Huhn! (2002, llamado Moorhen 3: Chicken Chase en inglés)

### PlayStation 2
- Moorhuhn X (2006, llamado Crazy Chicken X en inglés)
- Moorhuhn Fun Kart 2008 (2008)

### Nintendo DS
- Moorhuhn DS (2007, comercializado por MumboJumbo en América del Norte como Chicken Hunter)
- Moorhuhn Juwel der Finsternis (2008, iba a comercializarse por Conspiracy Entertainment en América del Norte como Crazy Chicken: Jewel of Darkness, pero más tarde fue cancelado)
- Moorhuhn Star Karts (2008, comercializado por MumboJumbo en América del Norte como Crazy Chicken: Star Karts)
- Moorhuhn Adventure - Der Schatz des Pharao (2008, comercializado por MumboJumbo en América del Norte como Crazy Chicken Adventure: The Pharaoh's Treasure)
- Moorhuhn Atlantis (2008, comercializado por MumboJumbo en América del Norte como Crazy Chicken: Atlantis Quest)
- Moorhuhn Jahrmarkt-Party (2010)

### DSiWare
- Moorhuhn Piraten (2012, llamado Crazy Chicken: Pirates en inglés)

### Nintendo Wii
- Moorhuhn - Das verbotene Schloss (2010, comercializado por Conspiracy Entertainment en América del Norte como Crazy Chicken Tales)
- Moorhuhn Jahrmarkt-Party (2010)

### Nintendo 3DS
- Moorhuhn Piraten 3D (2012, llamado Crazy Chicken: Pirates 3D en inglés)

### Nintendo Switch
- Moorhuhn Traps And Treasures (2021)